# 김용석 (정치인)
김용석(金容錫, 1970년 7월 29일 ~ )은 대한민국의 정치인이다. 도봉구의원을 거쳐 서울특별시의회의원을 지냈다. 방송인 레전드경선샘의 배우자이다.

## 학력
- 진주동명고등학교 졸업
- 경희대학교 사학과 졸업
- 서울시립대 도시과학대학원 도시행정학 석사

## 경력
- 1998.07 ~ 2002.06 제3대 서울특별시 도봉구의회 의원, 한국청년연합회(KYC) 이사
- 2002.07 ~ 2006.06 제4대 서울특별시 도봉구의회 의원
  - 2002.07 ~ 2004.06 제4대 서울특별시 도봉구의회 의장
- 2006.07 ~ 2010.06 제5대 서울특별시 도봉구의회 의원
- 1996.04 ~ 2008.07 김근태 국회의원 민원비서
- 2010.07 ~ 2014.06 제8대 서울특별시의회 의원
  - 2011.10 ~ 2012.10 제8대 서울특별시의회 예산결산특별위원회 부위원장
  - 2012.07 ~ 2014.06 제8대 서울특별시의회 재정경제위원회 부위원장
- 2014.01 ~ 새정치민주연합→더불어민주당 서울시당 도봉구 갑 지역위원회 사무국장
- 2014.07 ~ 2018.06 제9대 서울특별시의회 의원
  - 2014.07 ~ 2018.06 제9대 서울특별시의회 기획경제위원장
- 2018.07 ~ 2022.03 제10대 서울특별시의회 의원

## 수상 경력
- 제8대 서울특별시의원 '다면평가 1등' 수상(2014, 새정치민주연합)
- '우수 지방의원상' 수상(2014, 한국청년유권자연맹)
- '제1회 전국 지방의회 우수의정활동 대상' 수상(2010, 전국 시.도 의장단협의회)
- 제8회 '의정대상' 수상(2010, 시민일보)

## 저서
- 《지방의원의 길》. 시간의서재. 2019년. ISBN 9788995993217

## 역대 선거 결과
|  | 59.54% |

|  | 61.52% |

|  | 20.25% |

|  | 58.39% |

|  | 54.98% |

|  | 71.02% |

|  | 48.77% |